# Фондация „Четири лапи“
Фондация „Четири лапи“ (на немски: Vier Pfoten), стилизирано в логото като FOUR PAWS, е международна организация за защита на животните със седалище във Виена.
Основните цели на фондацията са защита на животните, безопасност на хората и опазване на природата. 

## История
Фондация „Четири лапи“ е основана през 1988 г. в Австрия с първоначална цел да се бори срещу фермите за животинска кожа с косъм и батерийно отглеждане на кокошки носачки.
В ранните години на дейността си, фондацията съдейства за затваряне на редица ферми за кожа с косъм, слага край на транспортирането на диви птици от 2 авиолинии и осведомява за страданието на мечките като туристическа атракция.
„Четири лапи“ започва международна дейност през 1994 г. Има офиси в 9 европейски държави. Този международен подход позволява на фондацията да провежда по-ефективни кампании и да подобрява живота на хиляди животни всяка година.

## България
Фондация „Четири лапи“, в сътрудничество с Фондация „Бриджит Бардо“, изгражда парк за рехабилитация на танцуващи мечки на територията на България, в непосредствена близост до град Белица. Пресъздадени са условията, които са най-близки до тези, в които живеят в естествена среда.
Паркът за танцувщи мечки започва да изпълнява дейността си през 2000 г., когато в него са настанени 3 мечки. През следващите години ги последват повече, а паркът също така разширява площта си.